# تشارلز ستيفن بوث
تشارلز ستيفن بوث هو سياسي كندي، ولد في 27 يناير 1897 في المملكة المتحدة، وتوفي في 30 أغسطس 1988 في أوتاوا في كندا. حزبياً، نشط في الحزب الليبرالي الكندي. وقد انتخب عضو مجلس العموم الكندي.